# Megaderma spasma
Megaderma spasma — вид рукокрилих родини Несправжні вампіри (Megadermatidae).

## Поширення,
Країни проживання: Бангладеш, Бруней-Даруссалам, Камбоджа, Індія, Індонезія, Лаос, Малайзія, М'янма, Філіппіни, Сінгапур, Шрі-Ланка, Таїланд, В'єтнам. У Південній Азії цей вид був записаний до висоти 1600 м над рівнем моря. Зустрічається у вологих районах і густих тропічних вологих лісах.

## Поведінка
Лаштує сідала невеликими колоніями в печерах, старих і покинутих будівлях, храмах, горищах солом'яних хат, черепичних дахах, пустотах у великих деревах і занедбаних шахтах. Він має низький і швидкий політ і харчується лускокрилими, жорсткокрилими, перетинчастокрилими та інші комахами, але не харчується хребетними. Одне маля народжується в період з квітня по червень місяць.

## Загрози та охорона
На більшій частині ареалу немає жодних серйозних загроз для популяцій. Вид може жити в багатьох природоохоронних територіях, в деяких з них записаний.